# 王翦似羽花介
王翦似羽花介（学名：Cytheropteron wangchieni）为尾花介科羽花介屬下的一个种。